# Neoechinorhynchus salmonis
Neoechinorhynchus salmonis är en hakmaskart som beskrevs av Ching 1984. Neoechinorhynchus salmonis ingår i släktet Neoechinorhynchus och familjen Neoechinorhynchidae. Inga underarter finns listade i Catalogue of Life.